# Mạ chromi

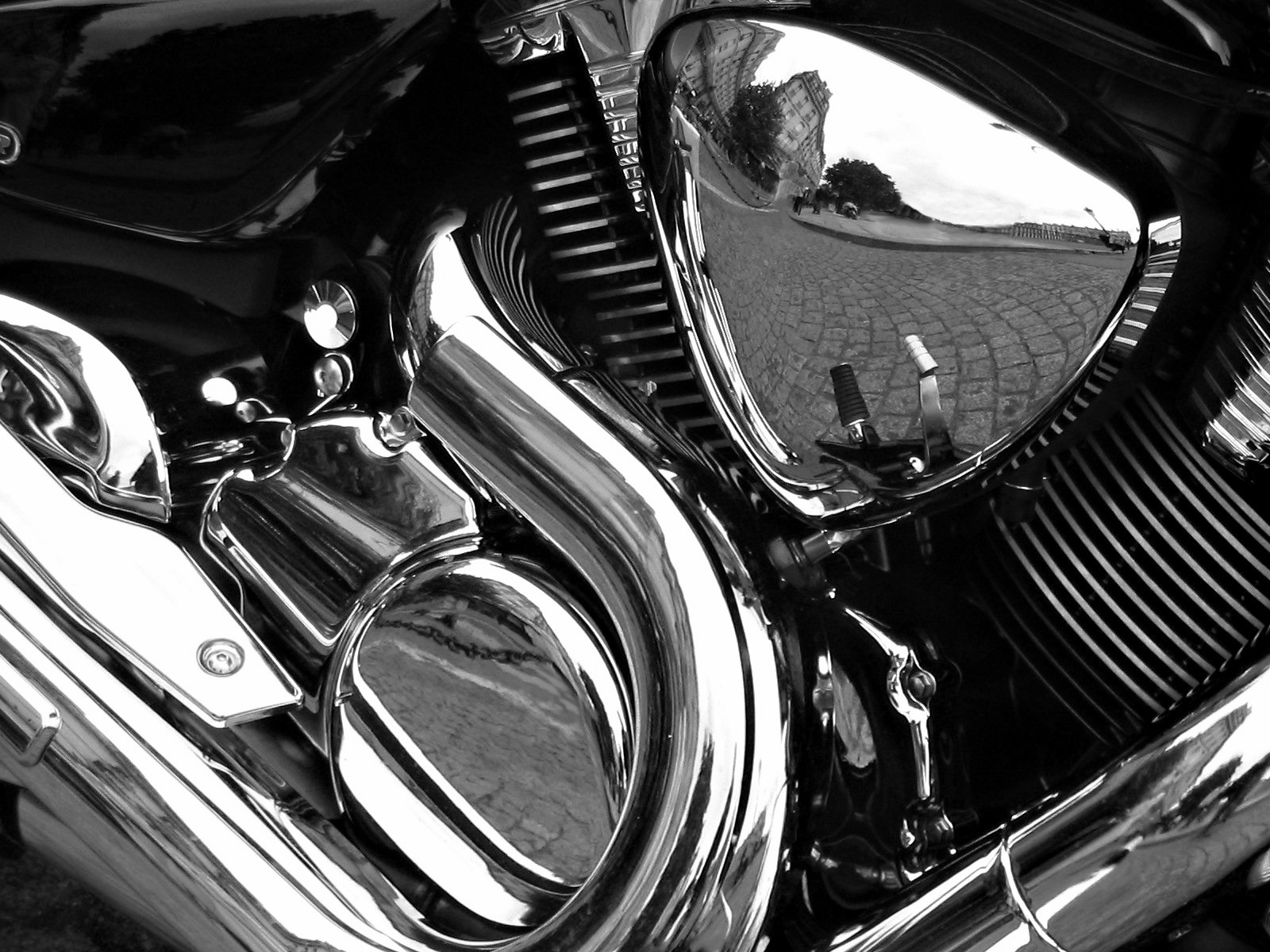
Mạ chromi trang trí trên một xe máy

Mạ chromi là phương pháp phủ một lớp chromi trên bề mặt kim loại. Lớp mạ này có thể dùng làm trang trí, tăng khả năng chống mài mòn, bôi trơn, tăng độ cứng bề mặt được mạ.

## Quy trình
Mạ chromi 1 lớp thường được theo quy trình như sau:
- Tẩy gỉ kim loại: Loại bỏ các lớp gỉ sét kim loại bằng dung môi hóa học.
- Mài, đánh bóng: Vật liệu kim loại trước khi đem vào mạ chromi cần đạt được độ bóng, vì vậy trước khi mạ chromi, kim loại cần được mài và đánh bóng bằng cơ học, hóa chất...
- Tẩy dầu: Mục đích loại bỏ các dầu mỡ, bụi bẩn trong quá trình gia công còn đọng lại trên bề mặt kim loại. Tùy vào mỗi loại kim loại mà sử dụng một dung dịch tẩy dầu khác nhau.
- Bắt gá cho vật mạ chromi.
- Nâng nhiệt độ vật mạ lên bằng nhiệt độ dung dịch mạ điện chromi bằng cách cho ngâm không điện trong bể mạ.
- Tiếp điện (-) vào vật mạ (cathode) và điện(+) vào anode của bể mạ. Thông thường anode của bể mạ thường được sử dụng là chì kim loại.
- Tiến hành mạ chromi, tùy theo độ dày của lớp mạ chromi mà chọn chế độ dòng điện cũng như thời gian mạ.

## Mạ chromi 6+
Mạ chromi 6+, sử dụng chromi trioxide  CrO3 (còn được gọi là anhydride chromic) là thành phần chính. Chromi 6+ là giải pháp mạ điện chromi được sử dụng để mạ trang trí và cứng,
Lớp mạ Chromi 6+ cho lớp phủ chromi tươi sáng, cùng với nền kim loại có thể dẫn đến bề mặt kim loại sau khi được mạ chromi đạt đến độ phản chiếu ánh sáng tương tự gương.
Một quá trình mạ chromi hóa trị sáu điển hình là:
- Tẩy dầu
- Đánh bóng điện hóa
- Mạ điện chromi
- Rửa sạch

Các bể mạ điện thường là một bể nhựa chứa dung dịch acid chromic
Trong một số trường hợp, các bước kích hoạt được thực hiện trong bể mạ chromi. Dung dịch Mạ chromi là một hỗn hợp của chromi trioxide (CrO3) và acid sulfuric (sulfat, SO4), tỷ lệ dao động lớn từ 75:1 đến 250:1 theo trọng lượng. Điều này cho thấy, dung dịch mạ chromi là một dung dịch có tính acid cao (pH 0). Nhiệt độ và mật độ dòng điên trong quá trình mạ điện ảnh hưởng đến độ sáng và độ bao phủ chính thức. Đối với lớp phủ trang trí nhiệt độ khoảng 35-45 °C (100 đến 110 °F), nhưng đối với lớp phủ chromi cứng nó trong khoảng 50-65 °C (120-150 °F). Nhiệt độ cũng phụ thuộc vào mật độ dòng điện, bởi vì mật độ dòng điện cao hơn đòi hỏi một nhiệt độ cao hơn. Cuối cùng, toàn bộ dung dịch được kích động để giữ nhiệt độ ổn định và đạt được một sự kết tủa đồng đều trên bề mặt vật mạ.

### Nhược điểm
Một bất lợi của mạ điện Chromi 6+ là hiệu quả cực âm thấp, mà yếu tố chính ảnh hưởng là việc phóng điện từ cực dương thấp. Điều này có nghĩa là lớp phủ chromi không đồng đều, Ở các cạnh mép có điểm lồi ra nhiều thì lớp phủ dày, còn ở các góc khuất, chỗ lõm thì lớp phủ mỏng, thậm chí không có lớp phủ. Để khắc phục tình trạng này chúng ta thường đặt cathode phụ vào phía góc lõm đề mạ phủ được các góc đó.
Chromi 6+ là một chất độc nhất trong các hợp chất chromi. Ở Mỹ và châu Âu, Cơ quan Bảo vệ Môi trường quy định về nó rất nhiều. EPA liệt kê Chromi 6+ như một chất gây ô nhiễm không khí nguy hiểm bởi vì nó là một  chất gây ung thư cho con người, "ô nhiễm" theo Đạo luật nước sạch, và một "thành phần nguy hiểm" dưới Đạo luật Bảo tồn và Phục hồi Tài nguyên. Do hiệu suất cực âm thấp và giải pháp nâng cao dòng điện, độ nhớt sương mù độc hại của nước và Chromi+6  được phát hành từ bể mạ. Máy lọc ướt được sử dụng để kiểm soát lượng khí thải này. Việc xả từ máy lọc ướt được xử lý để kết tủa chromi vì trong nước thải ra môi trường không được có thành phần chromi+6.
Viêc duy trì một bể mạ với sức căng bề mặt của dung dịch dưới 35 dynes/cm² đòi hỏi việc bổ sung các loại phụ gia định kỳ. Theo lý thuyết, sức căng bề mặt được đo bằng một giọt kế. Phương pháp này đã lỗi thời và thiếu chính xác (lỗi lên đến 22 dynes/cm), và phụ thuộc vào kinh nghiệm và khả năng của người sử dụng.
Chất thải độc hại khác được tạo ra từ dung dịch mạ chromi hóa trị sáu bao gồm chì chromiat, tạo thành trong bồn mạ vì chì dùng làm cực dương. Bari cũng được sử dụng để kiểm soát nồng độ sulfate, dẫn đến sự hình thành của bari sulfat (BaSO4), một chất thải nguy hại.

## Mạ chromi3+
Mạ chromi3+, còn được gọi là Mạ tri-Chromi, Cr 3, và chromi (III) mạ, sử dụng chromi sunfat hoặc chloride chromi là thành phần chính. Mạ Trivalent chromi là một thay thế cho chromi hóa trị sáu trong các ứng dụng nhất định và độ dày (ví dụ như mạ trang trí).
Quá trình mạ chromi hóa trị ba tương tự như quá trình mạ chromi hóa trị sáu, Chỉ khác biệt ở thành phần hóa học của dung dịch mạ chromi. Có ba loại chính của thành phầm mạ trivalent chromi:
- Một bể mạ điện phân chloride hay sunfat dựa trên sử dụng than chì hoặc cực dương composite, cộng với phụ gia để ngăn chặn quá trình oxy hóa của hóa trị ba chromi đến cực dương.
- Một bể mạ sulfate dựa trên sử dụng cực dương chì bao quanh bể chứa đầy acid sulfuric (được gọi là cực dương được bảo vệ), giữ chromi hóa trị ba từ oxy hóa ở cực dương.
- Một bể sulfate có sử dụng xúc tác cực dương không hòa tan, trong đó duy trì một thế điện cực có thể ngăn chặn quá trình oxy hóa.

Quá trình mạ chromi hóa trị 3 có thể mạ các sản phẩm với cùng một nhiệt độ, tốc độ và độ cứng tương tự so với mạ chromi hóa trị sáu. Chiều dày của lớp mạ 0,005-0,05 mils (0,13-1,27mm).

### Ưu điểm và nhược điểm
Những lợi thế chức năng của hóa trị ba chromi là hiệu quả cao hơn và cathode phóng điện tốt hơn. Khả năng phóng điện cực dương tốt hơn nghĩa là tỉ lệ tổn thất điện năng ít hơn do đó sử dụng dòng điện thấp hơn so với việc mạ chromi hóa trị sáu, ngoài ra có thể mạ chromi hóa trị ba gián đoạn mà điều này rất khó thực hiện ở dung dịch mạ chromi sáu.
Như đã biết, chromi hóa trị ba có bản chất ít độc hại hơn Chromi hóa trị sáu. Do độc tính thấp hơn làm giảm chi phí ức chế bay hơi, lọc sương mù trên không. Lợi thế sức khỏe khác và bao gồm cả hiệu quả cực âm cao hơn, dẫn đến lượng khí thải chromi ra không khí ít hơn, dẫn đến lãng phí chromi ít hơn và cực dương không bị phân hủy.
Một trong những nhược điểm khi quá trình này chính là việc mạ trang trí không đem lại màu sắc tốt như việc mạ chromi hóa trị sáu. Các công ty hiện nay sử dụng các chất phụ gia để điều chỉnh màu sắc. Trong các ứng dụng lớp phủ chromi cứng, chống ăn mòn của lớp phủ dày hơn không  tốt như mạ chromi hóa trị 6. Các chi phí của các hóa chất lớn, nhưng điều này thường được bù đắp bằng mức sản xuất cao hơn và chi phí trên không thấp hơn. Nói chung, quá trình này phải được kiểm soát chặt chẽ hơn trong việc mạ chromi hóa trị sáu, đặc biệt là đối với các tạp chất kim loại với. Điều này có nghĩa là quá trình rất khó để kiểm soát, chẳng hạn như thùng mạ, đang có nhiều khó khăn hơn khi sử dụng bồn mạ chromi hóa trị 3.